# Cyphostemma uwanda
Cyphostemma uwanda är en vinväxtart som beskrevs av Bernard Verdcourt. Cyphostemma uwanda ingår i släktet Cyphostemma och familjen vinväxter. Inga underarter finns listade i Catalogue of Life.